# Cung điện ở Dobrzeń
Cung điện ở Dobrzeń (tiếng Ba Lan: Pałac w Dobrzeniu) là một cung điện có từ cuối thế kỷ 19 tọa lạc ở làng Dobrzeń, huyện Oleśnicki, tỉnh Dolnośląskie, Ba Lan. Công trình kiến trúc này là một phần trong khu phức hợp cung điện, bao gồm một công viên và một vườn cây. Cung điện có tên trong danh sách di tích. Hiện nay, đây là một trong những địa điểm thu hút khách du lịch nhất ở địa phương.

## Đôi nét về cung điện
Cung điện ở Dobrzeń được xây dựng theo phong cách cuối thời Phục hưng của Pháp vào năm 1891. Đây là một dinh thự hai tầng bằng gạch được trát vữa và được lợp mái ngói. Cung điện có một tòa tháp bốn tầng. Bên trong cung điện, phần nội thất cơ bản vẫn được bảo tồn như trần nhà, sàn nhà, cửa sổ, cửa ra vào, cầu thang, các đồ trang trí trong sảnh và một đèn chùm tuyệt đẹp bằng gỗ được chạm khắc công phu. Công trình kiến trúc này được bảo quản tốt và không cần tu bổ nhiều. Cho đến gần đây, nơi này vẫn là trụ sở của một trường mẫu giáo và còn được sử dụng như một nơi ở lý tưởng. Sau đó, cung điện được bán trong một cuộc đấu thầu.

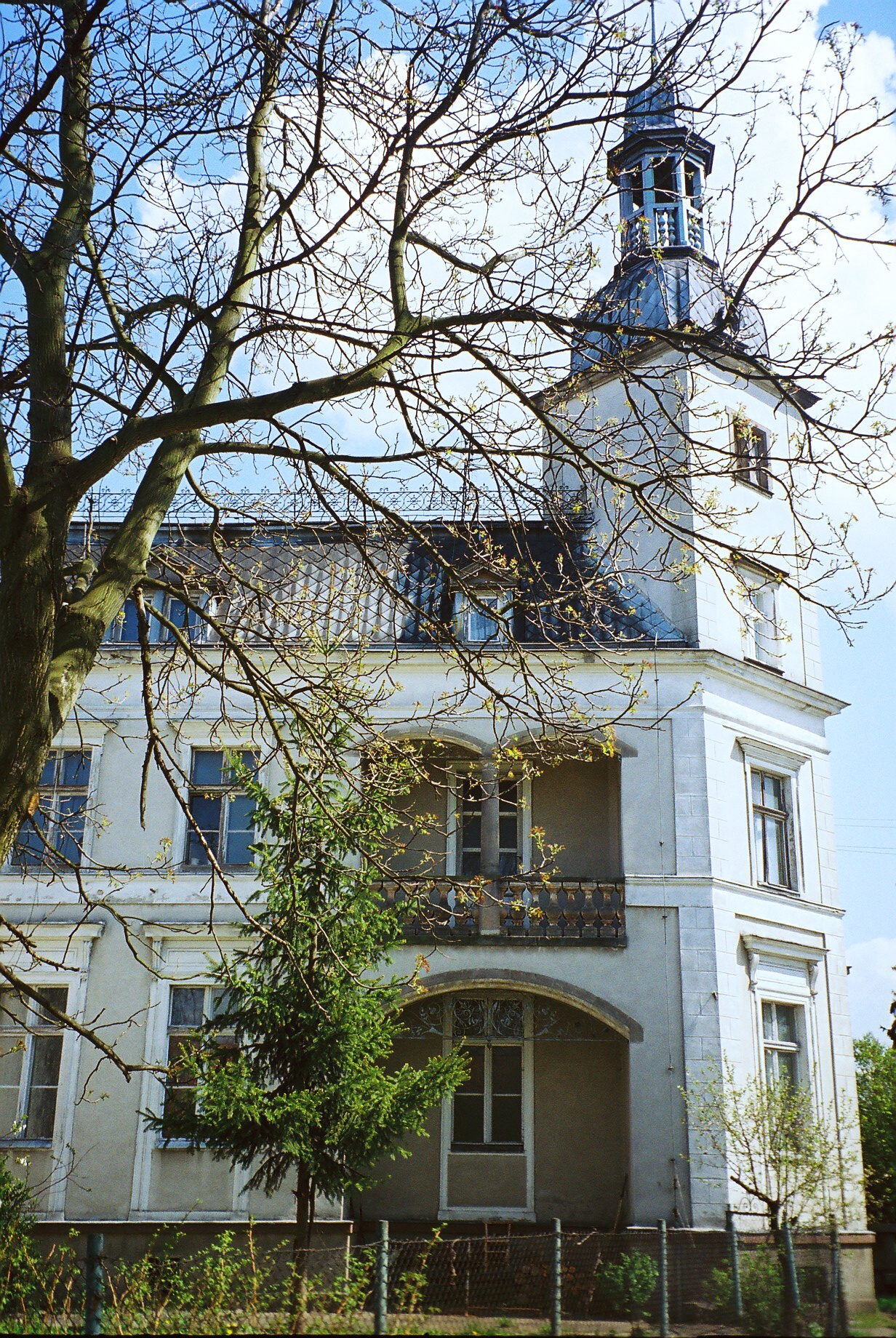
Tòa tháp từ phía Tây
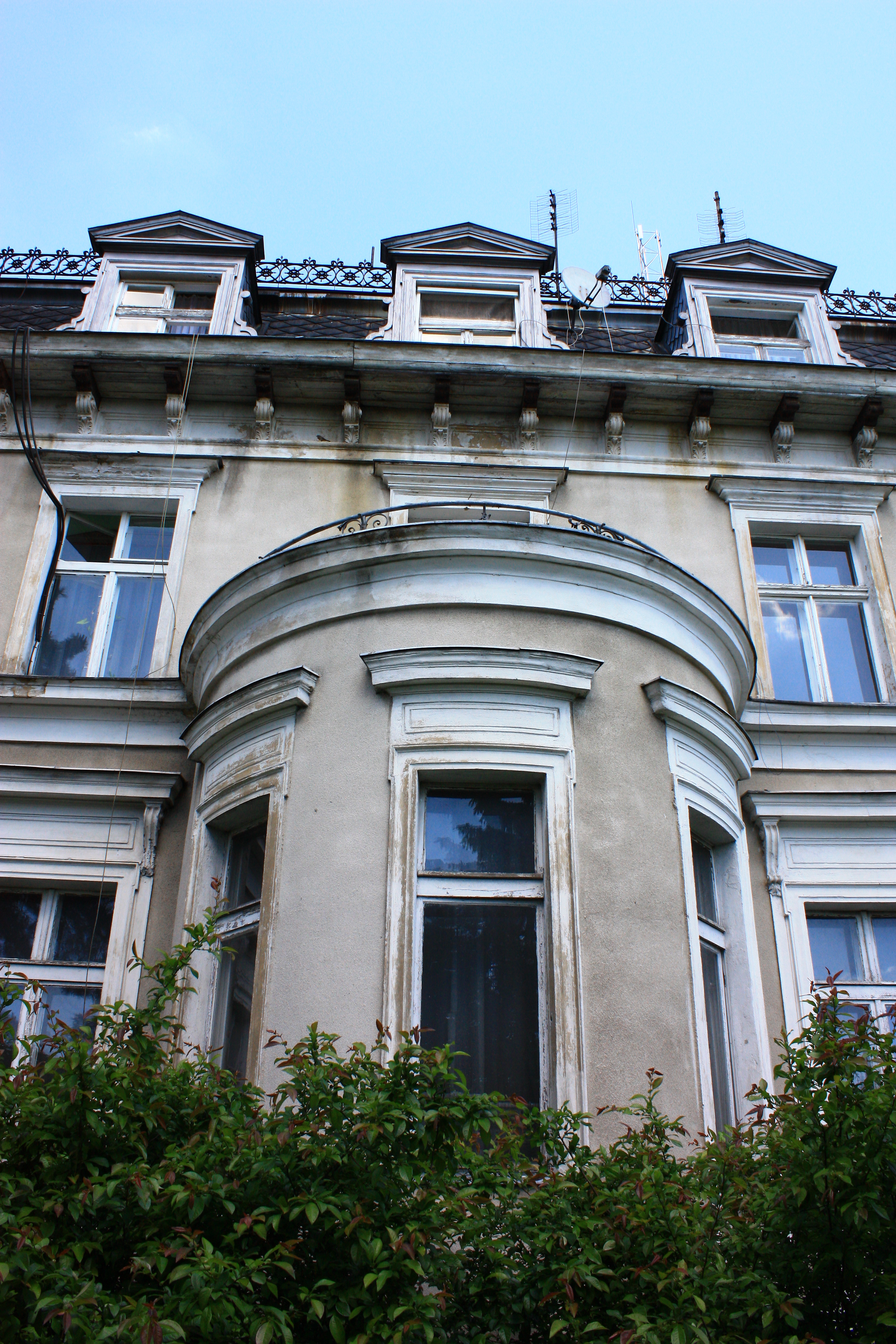
Mặt tiền phía Nam
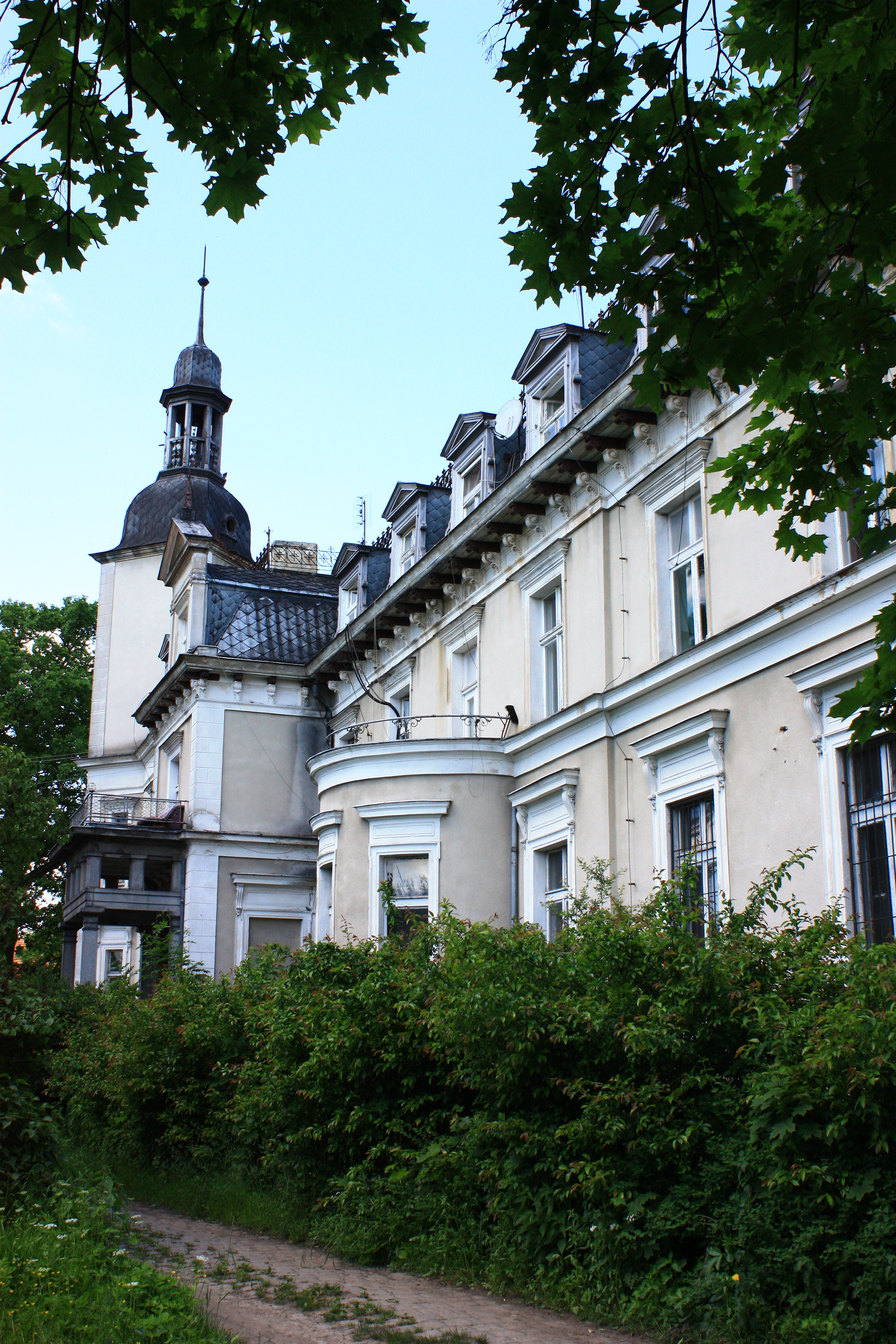
Mặt tiền phía Nam